# جاك هوكسي
جاك هوكسي (بالإنجليزية: Jack Hoxie)‏ مواليد 11 يناير 1885 في الأراضي الهندية، الولايات المتحدة - الوفاة 28 مارس 1965 في إلكهارت، الولايات المتحدة، هو ممثل أمريكي بدأ مسيرته الفنية سنة 1913. من أعماله وادي العمالقة.

## روابط خارجية
- جاك هوكسي على موقع IMDb (الإنجليزية)
- جاك هوكسي على موقع أول موفي (الإنجليزية)
- جاك هوكسي على موقع قاعدة بيانات الأفلام السويدية (السويدية)
- جاك هوكسي على موقع قاعدة بيانات الفيلم (الإنجليزية)
- جاك هوكسي على موقع كينوبويسك (الروسية)